# Bernd Radtke
Bernd Rudolf Radtke (* 22. Mai 1944 in Nebel auf Amrum; † 13. Juni 2025) war ein deutscher Orientalist und Islamwissenschaftler. 
Seine Familie siedelte 1948 nach Hamburg über, wo er die Volksschule und das Gymnasium besuchte. Nach dem Studium an der Universität Hamburg (1964–1966) wechselte Bernd Radtke an die Universität Basel (1966–1974), dort promovierte er über den islamischen Theosophen Al-Hakīm at-Tirmidhī aus dem 9. Jahrhundert, später war er unter anderem Professor an der Universität Bergen und lehrte an der Universiteit Utrecht. 
Einen seiner Arbeitsschwerpunkte bildet die islamische Mystik.

## Publikationen (Auswahl)
- Ṣafadī: al-Wāfī bi-l-wafayāt, Band 15. Bibliotheca Islamica. Beirut 1979. (Digitalisat)
- Al-Ḥakīm at-Tirmiḏi. Ein islamischer Theosoph des 3./9. Jahrhunderts. Schwarz Verlag, Freiburg 1980 (Digitalisat)
- Die Chronik des Ibn ad-Dawādārī. 1. Teil. Kairo/Wiesbaden 1982.
- How Can Man Reach the Mystical Union? Ibn Ṭufayl and the Divine Spark. In: Lawrence Irvin Conrad: The World of Ibn Ṭufayl. Interdisciplinary Perspectives on Ḥayy ibn Yaqẓān. Leiden / New York / Köln (= Islamic Philosophy, Theology and Science. Texts and Studies. Band 24), S. 165–194.
- Adab al-mulῡk. Ein Handbuch zur islamischen Mystik aus dem 4./10. Jahrhundert. BTS 37. Beirut-Stuttgart 1991.
- Weltgeschichte und Weltbeschreibung im mittelalterlichen Islam. BTS 51. Beirut-Stuttgart 1992.
- Drei Schriften des Theosophen von Tirmiḏ. Bibliotheca Islamica. Beirut-Stuttgart 1992. (Digitalisat)